# Ана Пендић Радош
Ана Пендић Радош (1978) је српска ТВ водитељка и манекенка.

## Биографија
Прве кораке манекенства учила је код доајена Јелене Младеновић, где је учествовала на Базаровом лицу године, 1995. године, а затим прешла на модну агенцију Клик. Радила је бројне модне ревије домаћих и страних аутора, издваја Верицу Ракочевић, Драгану Огњеновић и модну кућу Мона. На телевизији је почела са џингловима, 1996. године, и већ 1997. године добила најпре да води квиз Лова за слова, а затим се нижу: Временска прогноза, Стање на путевима, Сити рекордс - Топ листа, Рецепти за срећан живот и други. Од 2008. године је освојила поло на овогодишњем такмичењу о клађењу  Лице познатих. Од 2009. године је, заједно са Дарко Костићем, Иваном Шкорићем, Слађаном Теслом, Ненадом Радујевићем, Габријелом Винковићем-Мирковићем, Срђаном Швељом и Милицом Милићем прегледали кандидате и изабрали око десетак девојака, током кастинга за избор најзгоднијих Joy девојака, а у истој години је отворила, заједно са осталима, кампању Еко пит стоп. Учествовала је на снимању музичког ТВ спота Право на осмех, 2010. године. Родила је девојчицу Сару, 2013. године.

## Емисије
| Година     | Емисија                 | Канал   |
| ---------- | ----------------------- | ------- |
| ????       |                         | ТВ Пинк |
| ????       | Временска прогноза      | ТВ Пинк |
| 20??       | Стање на путевима       | ТВ Пинк |
| 20??       | Теле квиз               | ТВ Пинк |
| 20??       | Рецепти за срећан живот | ТВ Пинк |
| 2001—2004. | Лова за слова           | ТВ Пинк |
| 2004—2005. | Балкан нет              | ТВ Пинк |
| 2007.      | Лото                    | ТВ Пинк |
| 2011—2012. | Шопинг холичарке        | ТВ Пинк |
| 2013—2025  | Папарацо лов            | ТВ Пинк |